# Erfurtshausen
Erfurtshausen ist der nach Einwohnerzahl kleinste Stadtteil von Amöneburg im mittelhessischen Landkreis Marburg-Biedenkopf. Der Ort liegt im Amöneburger Becken im Vorderen Vogelsberg. Östlich an Erfurtshausen vorbei verläuft die Landesstraße 3289.

## Geschichte

### Ortsgeschichte
Erstmals urkundlich erwähnt wurde der Ort als Erfrathusen im Jahr 844 im Lorscher Codex. In erhaltenen Urkunden wurde Erfurtshausen später unter den folgenden Ortsnamen erwähnt (in Klammern das Jahr der Erwähnung): Erfrateshusen (917/18), Erfirshusin (1151), Erverhusen (1232) [Huyskens, Quellenstudien, S. 189–190 Nr. 36], Ervershusen (1233), Herfrideshusen (um 1248), Erenfrideshusen (1276), Erfurtshusen (1395), Erffortzhausen (1405) und Erffurdishusen (1416).
Die ehemals eigenständige Gemeinde Erfurtshausen wurde im Zuge der Gebietsreform in Hessen zum 31. Dezember 1971 auf freiwilliger Basis in die Stadt Amöneburg eingemeindet.  Für das Gebiet der ehemaligen Gemeinde Erfurtshausen wurde ein Ortsbezirk eingerichtet.

### Verwaltungsgeschichte im Überblick
Die folgende Liste zeigt die Staaten und Verwaltungseinheiten, denen Erfurtshausen angehört(e):
- vor 1803: Heiliges Römisches Reich, Kurfürstentum Mainz, Amt Amöneburg
- ab 1803: Heiliges Römisches Reich, Landgrafschaft Hessen-Kassel,[Anm. 2] Fürstentum Fritzlar, Amt Amöneburg
- ab 1806: Landgrafschaft Hessen-Kassel, Fürstentum Fritzlar, Amt Amöneburg
- 1807–1813: Königreich Westphalen,[Anm. 3] Departement der Werra, Distrikt Marburg, Kanton Amöneburg
- ab 1815: Kurfürstentum Hessen,[Anm. 4] Fürstentum Fritzlar, Amt Amöneburg[9]
- ab 1821: Kurfürstentum Hessen, Provinz Oberhessen, Kreis Kirchhain[10][Anm. 5]
- ab 1848: Kurfürstentum Hessen, Bezirk Marburg
- ab 1851: Kurfürstentum Hessen, Provinz Oberhessen, Kreis Kirchhain
- ab 1867: Königreich Preußen,[Anm. 6] Provinz Hessen-Nassau, Regierungsbezirk Kassel, Kreis Kirchhain
- ab 1871: Deutsches Reich, Provinz Hessen-Nassau, Regierungsbezirk Kassel, Kreis Kirchhain
- ab 1918: Deutsches Reich, Freistaat Preußen, Provinz Hessen-Nassau, Regierungsbezirk Kassel, Kreis Kirchhain
- ab 1932: Deutsches Reich, Freistaat Preußen, Provinz Hessen-Nassau, Regierungsbezirk Kassel, Kreis Marburg
- ab 1944: Deutsches Reich, Freistaat Preußen, Provinz Kurhessen, Kreis Marburg
- ab 1945: Deutsches Reich, Amerikanische Besatzungszone,[Anm. 7] Groß-Hessen, Regierungsbezirk Kassel, Kreis Marburg
- ab 1946: Deutsches Reich, Amerikanische Besatzungszone, Hessen, Regierungsbezirk Kassel, Kreis Marburg
- ab 1949: Bundesrepublik Deutschland, Hessen, Regierungsbezirk Kassel, Kreis Marburg
- ab 1972: Bundesrepublik Deutschland, Hessen, Regierungsbezirk Kassel, Kreis Marburg, Stadt Amöneburg
- ab 1974: Bundesrepublik Deutschland, Hessen, Regierungsbezirk Kassel, Landkreis Marburg-Biedenkopf, Stadt Amöneburg
- ab 1981: Bundesrepublik Deutschland, Hessen, Regierungsbezirk Gießen, Landkreis Marburg-Biedenkopf, Stadt Amöneburg

## Bevölkerung

### Einwohnerstruktur 2011
Nach den Erhebungen des Zensus 2011 lebten am Stichtag dem 9. Mai 2011 in Erfurtshausen 573 Einwohner. Darunter waren 3 (0,5 %) Ausländer.
Nach dem Lebensalter waren 123 Einwohner unter 18 Jahren, 240 zwischen 18 und 49, 120 zwischen 50 und 64 und 90 Einwohner waren älter. Die Einwohner lebten in 222 Haushalten. Davon waren 54 Singlehaushalte, 54 Paare ohne Kinder und 90 Paare mit Kindern, sowie 15 Alleinerziehende und 3 Wohngemeinschaften. In 36 Haushalten lebten ausschließlich Senioren und in 156 Haushaltungen lebten keine Senioren.

### Einwohnerentwicklung
| Quelle: Historisches Ortslexikon |                                                                           |
| • 1585:                          | 20 Hausgesessene                                                          |
| • 1664:                          | 15 Hausgesessene                                                          |
| • 1747:                          | 97 Einwohner                                                              |
| • 1838:                          | Familien; 22 nutzungsberechtigte, 27 nicht nutzungsberechtigte Ortsbürger |

| Erfurtshausen: Einwohnerzahlen von 1834 bis 2022 | Erfurtshausen: Einwohnerzahlen von 1834 bis 2022 | Erfurtshausen: Einwohnerzahlen von 1834 bis 2022 | Erfurtshausen: Einwohnerzahlen von 1834 bis 2022 | Erfurtshausen: Einwohnerzahlen von 1834 bis 2022 |
| --- | ------------------------------------------------ | ------------------------------------------------ | ------------------------------------------------ | ------------------------------------------------ |
| Jahr |                                                  |                                                  |                                                  | Einwohner                                        |
| 1834 | 1834                                             |                                                  | 318                                              | 318                                              |
| 1840 | 1840                                             |                                                  | 345                                              | 345                                              |
| 1846 | 1846                                             |                                                  | 363                                              | 363                                              |
| 1852 | 1852                                             |                                                  | 340                                              | 340                                              |
| 1858 | 1858                                             |                                                  | 354                                              | 354                                              |
| 1864 | 1864                                             |                                                  | 345                                              | 345                                              |
| 1871 | 1871                                             |                                                  | 300                                              | 300                                              |
| 1875 | 1875                                             |                                                  | 308                                              | 308                                              |
| 1885 | 1885                                             |                                                  | 297                                              | 297                                              |
| 1895 | 1895                                             |                                                  | 324                                              | 324                                              |
| 1905 | 1905                                             |                                                  | 321                                              | 321                                              |
| 1910 | 1910                                             |                                                  | 329                                              | 329                                              |
| 1925 | 1925                                             |                                                  | 328                                              | 328                                              |
| 1939 | 1939                                             |                                                  | 402                                              | 402                                              |
| 1946 | 1946                                             |                                                  | 477                                              | 477                                              |
| 1950 | 1950                                             |                                                  | 472                                              | 472                                              |
| 1956 | 1956                                             |                                                  | 462                                              | 462                                              |
| 1961 | 1961                                             |                                                  | 430                                              | 430                                              |
| 1967 | 1967                                             |                                                  | 429                                              | 429                                              |
| 1980 | 1980                                             |                                                  | ?                                                | ?                                                |
| 1990 | 1990                                             |                                                  | ?                                                | ?                                                |
| 1995 | 1995                                             |                                                  | 614                                              | 614                                              |
| 2000 | 2000                                             |                                                  | 538                                              | 538                                              |
| 2005 | 2005                                             |                                                  | 606                                              | 606                                              |
| 2011 | 2011                                             |                                                  | 573                                              | 573                                              |
| 2022 | 2022                                             |                                                  | 531                                              | 531                                              |
| Datenquelle: Historisches Gemeindeverzeichnis für Hessen: Die Bevölkerung der Gemeinden 1834 bis 1967. Wiesbaden: Hessisches Statistisches Landesamt, 1968. Weitere Quellen: LAGIS; Stadt Amöneburg; Zensus 2011 |                                                  |                                                  |                                                  |                                                  |

### Historische Religionszugehörigkeit

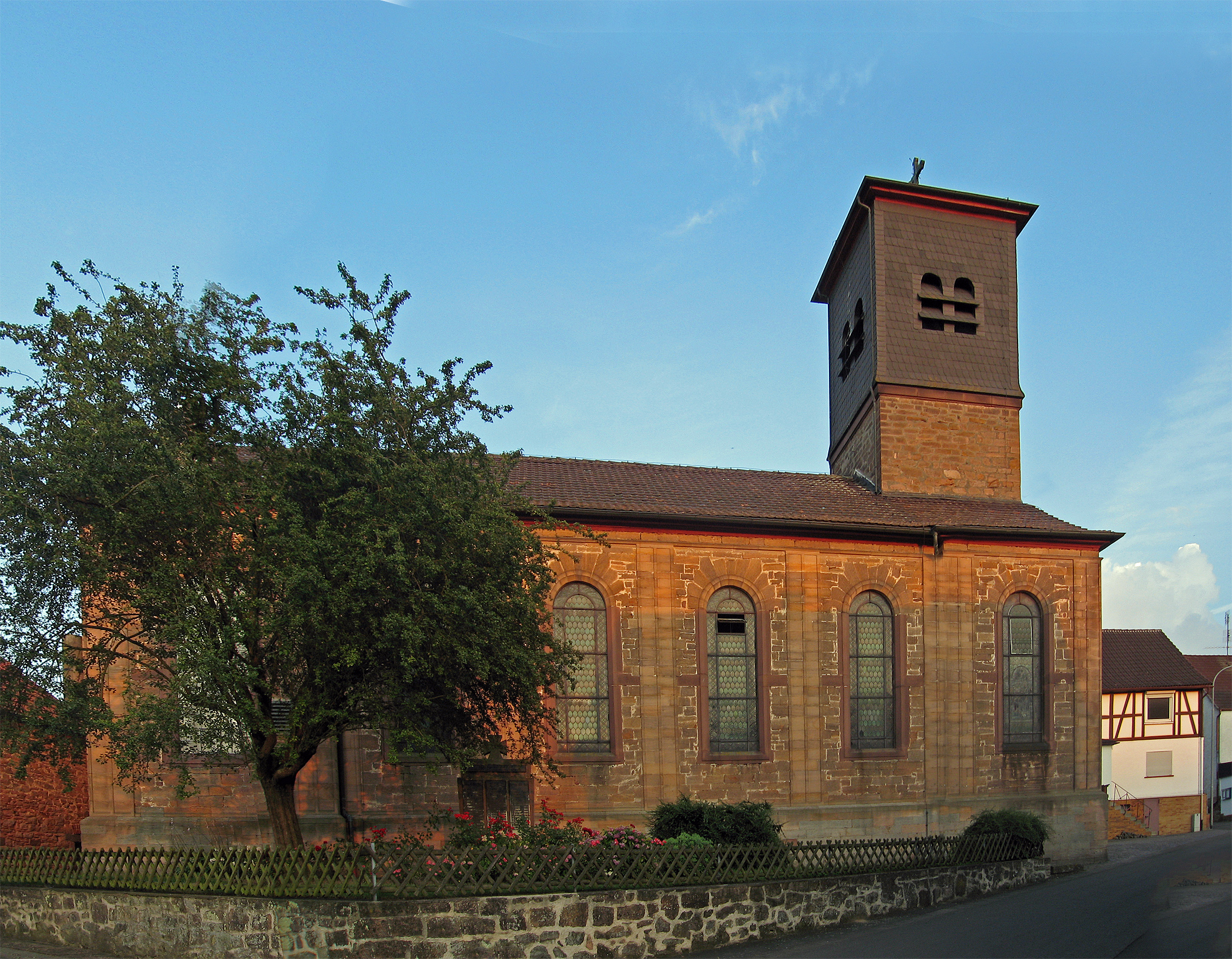
Seitenansicht von St. Michael

| Quelle: Historisches Ortslexikon |                                                                                       |
| • 1861:                          | 332 katholische, ein evangelisch-lutherischer, ein evangelisch-reformierter Einwohner |
| • 1885:                          | 002 evangelische (= 0,67 %), 295 katholische (= 99,33 %) Einwohner                    |
| • 1961:                          | 012 evangelische (= 2,79 %), 416 römisch-katholische (= 96,74 %) Einwohner            |

### Historische Erwerbstätigkeit
| • 1838: | Familien: 19 Ackerbau, 34 Gewerbe.                                                                                                 |
| • 1961: | Erwerbspersonen: 82 Land- und Forstwirtschaft, 93 Produzierendes Gewerbe, 11 Handel und Verkehr, 9 Dienstleistungen und Sonstiges. |

## Politik
Für Erfurtshausen besteht ein Ortsbezirk (Gebiete der ehemaligen Gemeinde Erfurtshausen) mit Ortsbeirat und Ortsvorsteher nach der Hessischen Gemeindeordnung.
Der Ortsbeirat besteht aus fünf Mitgliedern. Bei den Kommunalwahlen in Hessen 2021 betrug die Wahlbeteiligung zum Ortsbeirat 59,63 %. Alle Kandidaten gehörten der CDU an. Der Ortsbeirat wählte Wolfgang Rhiel zum Ortsvorsteher.

## Kultur

### Sehenswürdigkeiten
In der Mitte des Ortes befindet sich die katholische Kirche St. Michael. Sie wurde 1852 eingeweiht. Markant für das Dorf ist der Fassadenturm des Gotteshauses.

### Vereine
Im Ort gibt es folgende Vereine:
- Frauengemeinschaft
- Freiwillige Feuerwehr
- Kolpingsfamilie
- Musikverein 1987
- Burschenschaft „Erfurtshäuser Hunnen“
- Sportverein
- Verschönerungsverein
- Volkstanzgruppe